# Élections régionales de 2022 en Sicile
Les élections régionales siciliennes de 2022 ont lieu le dimanche 25 septembre 2022 afin d'élire les 69 députés de l'Assemblée régionale de Sicile ainsi que le président de la région.

## Contexte
Prévu début novembre, le scrutin est anticipé après la démission, annoncée le 4 août 2022, du président sortant, Nello Musumeci qui, fragilisé par une opposition interne à sa coalition de droite contestant sa candidature à sa succession, cherche en fixant le scrutin régional le jour des élections générales italiennes à profiter du succès attendu de Frères d'Italie, son principal soutien. Alors que FdI refuse le nom de Stefania Prestigiacomo poussé par Forza Italia, les trois partis s'accordent pour désigner l'ancien président du Sénat, Renato Schifani.
Il affronte Cateno De Luca, ancien maire de Messine, candidat indépendant, et Caterina Chinnici, membre du Parti démocrate et fille du magistrat victime de Cosa Nostra Rocco Chinnici, victorieuse des primaires de gauche en battant avec 44,77 % la sous-secrétaire d’État à l’Éducation Barbara Floridia (M5S, 31,74%) et le député régional Claudio Fava (Centopassi, 23,22 %). Pourtant, après des jours de tergiversations, et dans le contexte de rupture au niveau national, le M5S annonce le 22 août se retirer de la coalition de gauche et présenter une liste autonome menée par Nuccio Di Paola, décision qui hypothèque même le maintien de Chinnici.
Le troisième pôle (Action et Italia Viva) désigne quant à lui Gaetano Armao, vice-président sortant de la région, ancien membre de Forza Italia.

## Système électoral
La Sicile est une région italienne à statut spécial, et les élections sont régies par son article 3. L'Assemblée régionale ainsi que son président sont élus simultanément au suffrage universel direct. Ce dernier est élu au scrutin uninominal majoritaire à un tour. Les 70 sièges de l'Assemblée sont pourvus selon un système mixte. Pour 62 d'entre eux, le scrutin utilisé est proportionnel plurinominal avec listes ouvertes et seuil électoral de 5 % dans neuf circonscriptions de 2 à 16 sièges. Les électeurs ont la possibilité d'effectuer un vote préférentiel pour l'un des candidats de la liste pour laquelle ils votent, afin de faire monter sa place dans celle-ci. Sur les 8 sièges restants, six sont pourvus au scrutin majoritaire plurinominal avec listes fermées, et attribués à la liste du candidat vainqueur de la présidence, donnant au scrutin une tendance majoritaire. Enfin, le président élu ainsi que le candidat arrivé à la seconde place de l'élection pour la présidence sont membres à part entière de l'Assemblée, ce qui porte le nombre de ses membres à un total de 70.

### Répartition des sièges
| Provinces                                      | Sièges | +/-           |  |
| Agrigente                                      | 6      | en stagnation |  |
| Caltanissetta                                  | 3      | en stagnation |  |
| Catane                                         | 13     | en stagnation |  |
| Enna                                           | 2      | en stagnation |  |
| Messine                                        | 8      | en stagnation |  |
| Palerme                                        | 16     | en stagnation |  |
| Raguse                                         | 4      | en stagnation |  |
| Syracuse                                       | 5      | en stagnation |  |
| Trapani                                        | 5      | en stagnation |  |
| Candidats à la présidence et prime majoritaire | 8      | en stagnation |  |
| Total                                          | 70     | en stagnation |  |

## Résultats
|                                  |                                  |            |            |                      |                                      |                                  |           |         |         |               |               |       |  |  |
| Présidence                       | Présidence                       | Présidence | Présidence | Présidence           | Conseil                              | Conseil                          | Conseil   | Conseil | Conseil | Conseil       | Conseil       | Total |  |  |
| Candidats                        | Candidats                        | Votes      | %          | Élus                 | Partis                               | Partis                           | Votes     | %       | +/-     | Sièges        | +/-           | Total |  |  |
|                                  | Renato Schifani                  | 887 215    | 42,05      | 7                    |                                      | Frères d'Italie (FdI) (avec #DB) | 282 345   | 15,10   | 9,45    | 11            | 8             |       |  |  |
|                                  | Renato Schifani                  | 887 215    | 42,05      | 7                    | Forza Italia (FI)                    | 275 736                          | 14,75     | 1,62    | 11      | 1             |               |       |  |  |
|                                  | Renato Schifani                  | 887 215    | 42,05      | 7                    | Ligue-L'Italie d'abord (Lega-PI)     | 127 454                          | 6,82      | Nv.     | 4       | 4             |               |       |  |  |
|                                  | Renato Schifani                  | 887 215    | 42,05      | 7                    | Populaires et Autonomistes (CP-MpA)  | 127 096                          | 6,80      | 0,29    | 3       | 1             |               |       |  |  |
|                                  | Renato Schifani                  | 887 215    | 42,05      | 7                    | Nouvelle Démocratie chrétienne (NDC) | 121 691                          | 6,51      | Nv.     | 4       | 4             |               |       |  |  |
| Total Centre-droit               | Total Centre-droit               | 887 215    | 42,05      | 7                    | 934 322                              | 49,98                            | 7,94      | 33      | 4       | 40            |               |       |  |  |
|                                  | Cateno De Luca                   | 505 386    | 23,95      | 1                    |                                      | Le Sud appelle le Nord (ScN)     | 254 453   | 13,61   | Nv.     | 7             | 7             |       |  |  |
|                                  | Cateno De Luca                   | 505 386    | 23,95      | 1                    | Sicilia vera                         | 50 877                           | 2,72      | Nv.     | —       | en stagnation |               |       |  |  |
|                                  | Cateno De Luca                   | 505 386    | 23,95      | 1                    | Orgueil sicilien                     | 18 165                           | 0,97      | Nv.     | —       | en stagnation |               |       |  |  |
|                                  | Cateno De Luca                   | 505 386    | 23,95      | 1                    | Terre d'amour                        | 3 390                            | 0,18      | Nv.     | —       | en stagnation |               |       |  |  |
|                                  | Cateno De Luca                   | 505 386    | 23,95      | 1                    | Jeunes siciliens                     | 3 042                            | 0,16      | Nv.     | —       | en stagnation |               |       |  |  |
|                                  | Cateno De Luca                   | 505 386    | 23,95      | 1                    | Autonomie sicilienne                 | 2 987                            | 0,16      | Nv.     | —       | en stagnation |               |       |  |  |
|                                  | Cateno De Luca                   | 505 386    | 23,95      | 1                    | Prouesse sicilienne                  | 2 702                            | 0,14      | Nv.     | —       | en stagnation |               |       |  |  |
|                                  | Cateno De Luca                   | 505 386    | 23,95      | 1                    | Travail en Sicile                    | 1 793                            | 0,10      | Nv.     | —       | en stagnation |               |       |  |  |
|                                  | Cateno De Luca                   | 505 386    | 23,95      | 1                    | Dehors la mafia!                     | 1 356                            | 0,07      | Nv.     | —       | en stagnation |               |       |  |  |
| Total De Luca pour la présidence | Total De Luca pour la présidence | 505 386    | 23,95      | 1                    | 338 765                              | 18,11                            | Nv.       | 7       | 7       | 8             |               |       |  |  |
|                                  | Caterina Chinnici                | 341 252    | 16,17      | —                    |                                      | Parti démocrate (PD)             | 238 761   | 12,77   | 0,25    | 11            | en stagnation |       |  |  |
|                                  | Caterina Chinnici                | 341 252    | 16,17      | —                    | Cent pas pour la Sicile (CPpS)       | 55 599                           | 2,97      | 2,26    | —       | 1             |               |       |  |  |
| Total Centre-gauche              | Total Centre-gauche              | 341 252    | 16,17      | —                    | 294 360                              | 15,74                            | 9,67      | 11      | 2       | 11            |               |       |  |  |
|                                  | Nuccio Di Paola                  | 321 142    | 15,22      | —                    |                                      | Mouvement 5 étoiles (M5S)        | 254 974   | 13,64   | 13,03   | 11            | 8             | 11    |  |  |
|                                  | Gaetano Armao                    | 43 835     | 2,08       | —                    |                                      | Troisième pôle (IV-Az)           | 39 788    | 2,13    | Nv.     | 0             | en stagnation | 0     |  |  |
|                                  | Eliana Esposito                  | 10 973     | 0,52       | —                    |                                      | Siciliens libres                 | 7 654     | 0,41    | 0,25    | 0             | en stagnation | 0     |  |  |
|                                  |                                  |            |            |                      |                                      |                                  |           |         |         |               |               |       |  |  |
| Votes valides                    | Votes valides                    | 2 109 803  | 93,75      |                      | Votes valides                        | Votes valides                    | 1 869 863 | 83,09   |         |               |               |       |  |  |
| Votes blancs et nuls             | Votes blancs et nuls             | 140 596    | 6,25       | Votes blancs et nuls | Votes blancs et nuls                 | 380 536                          | 16,91     |         |         |               |               |       |  |  |
| Total candidats                  | Total candidats                  | 2 250 399  | 100        | 8                    | Total partis                         | Total partis                     | 2 250 399 | 100     | -       | 62            | en stagnation | 70    |  |  |
| Abstentions                      | Abstentions                      | 2 359 585  | 51,18      |                      |                                      |                                  |           |         |         |               |               |       |  |  |
| Inscrits/Participation           | Inscrits/Participation           | 4 609 984  | 48,82      |                      |                                      |                                  |           |         |         |               |               |       |  |  |